# Медаль Лихтенштейна
Медаль Лихтенштейна, также известная как «Награда памяти Альфреда Ф. Лихтенштейна за выдающиеся заслуги перед филателией» (англ. Alfred F. Lichtenstein Memorial Award for Distinguished Service to Philately), ежегодно вручается живущим людям за выдающиеся заслуги в области филателии.

## История
Медаль Лихтенштейна была учреждена Клубом коллекционеров Нью-Йорка в 1952 году в честь известного филателиста Альфреда Лихтенштейна (1876—1947).
Медаль Лихтенштейна в филателии имеет такое же значение, что и медаль Линденберга, присуждаемая Берлинским филателистическим клубом Германии за исследования и вклад в филателистическую литературу.

## Лауреаты
Филателистические эксперты, награждённые медалью Лихтенштейна:
| - Теодор Э. Стейнвей (Theodore E. Steinway, 1952) - Кларенс У. Хеннан (Clarence W. Hennan, 1953) - Кэрролл Чейз (Carroll Chase, 1954) - Август Диц (August Dietz, 1955) - Джон Уилсон (John Wilson, 1956) - Гарри Л. Линдквист (Harry L. Lindquist, 1957) - Уинтроп Смилли Боггс (Winthrop Smillie Boggs, 1958) - Корнелиус Уэндел Уикершем (Cornelius Wendell Wickersham, 1959) - Д. Р. У. Первс (J. R. W. Purves, 1960) - Джон Дж. Бритт (John J. Britt, 1961) - Луиза Бойд Дейл (Louise Boyd Dale, 1962) - Генри М. Гудкайнд (Henry M. Goodkind, 1963) - Винсент Грейвс Грин (Vincent Graves Greene, 1964) - Альваро Бонилья Лара (Alvaro Bonilla Lara, 1965) - Харрисон Д. С. Хавербек (Harrison D. S. Haverbeck, 1966) - Джон Р. Бокер (John R. Boker, Jr., 1967) - Герберт Дж. Блох (Herbert J. Bloch, 1968) - Генри Р. Холмс (H. R. Holmes, 1969) - Робсон Лоу (Robson Lowe, 1970) - Мортимер Л. Нейнкен (Mortimer L. Neinken, 1971) - Соити Итида (Soichi Ichida, 1972) - Филип Сильвер (Philip Silver, 1973) - Эрнест Энтони Кер (Ernest Anthony Kehr, 1974) - Джозеф Шацкес (Joseph Schatzkés, 1975) - Джордж Таунсенд Тёрнер (George Townsend Turner, 1976) - Ф. Бертон Селлерс (F. Burton Sellers, 1977) - Джеймс Т. ДеВосс (James T. DeVoss, 1978) |  | - Энцо Диена (Enzo Diena, 1979) - Рональд А. Дж. Ли (Ronald A. G. Lee, 1980) - Барбара Р. Мюллер (Barbara R. Mueller, 1981) - Роберт Грэнвилл Стоун (Robert Granville Stone, 1982) - Джордж Уэндел Бретт (George Wendell Brett, 1983) - Роберт Х. Пратт (Robert H. Pratt, 1984) - Уильям Герберт Миллер (William Herbert Miller, Jr., 1985) - Джордж Саут (George South, 1986) - Бернард А. Хенниг (Bernard A. Hennig, 1987) - Джон Мариотт (John Marriott, 1988) - Сьюзен Маршалл Макдональд (Susan Marshall McDonald, 1989) - Джон О. Гриффитс (John O. Griffiths, 1990) - Хироюки Канаи (Hiroyuki Kanai, 1991) - Роберто М. Розенде (Roberto M. Rosende, 1992) - Роберт П. Оденвеллер (Robert P. Odenweller, 1993) - Алан К. Хаггинс (Alan K. Huggins, 1994) - Луи Грунин (Louis Grunin, 1995) - Пауль Хилмар Йенсон (Paul Hilmar Jenson, 1996) - Норман С. Хаббард (Norman S. Hubbard, 1997) - Гэри С. Райан (Gary S. Ryan, 1998) - Гордон Ч. Морисон (Gordon C. Morison, 1999) - Томас К. Мацца (Thomas C. Mazza, 2001) - Гарри Сазерленд (Harry Sutherland, 2002) - Ричард Уинтер (Richard Winter, 2003) - Эрнст Макс Кон (Ernst Max Cohn, 2004) |  | - Джон М. Хотчнер (John M. Hotchner, 2005) - Патрисия Стилуэлл Уокер (Patricia Stilwell Walker, 2006) - Томас Дж. Александер (Thomas J. Alexander, 2007) - Чарльз Дж. Петерсон (Charles J. Peterson, 2008) - Харлан Ф. Стоун II (Harlan F. Stone II, 2009) - Питер П. Макканн (Peter P. McCann, 2010) - Уильям Х. Гросс (William H. Gross, 2011) - Фрэнсис Киддл (Francis Kiddle, 2012) - Алан Уоррен (Alan Warren, 2013) - Роджер Броуди (Roger Brody, 2014) - Уэйд Э. Саади (Wade E. Saadi, 2015) - Шерил Ганц (Cheryl Ganz, 2016) - Стивен Рейнхард (Stephen Reinhard, 2017) - Джордж Крамер (George Kramer, 2018) - Кристофер М. Б. Кинг (Christopher M.B. King, 2019) - Джон Х. Барвис (John H. Barwis, 2020) - Марк Банчик (Mark Banchik, 2021) - Патрик Мазелис (Patrick Maselis (2021) - Кристофер Харман (Christopher Harman, 2022) - Триш Кауфман (Trish Kaufmann, 2023) - Рэнди Нейл (Randy Neil, 2023) - Чарльз Дж. Г. Вердж (Charles J.G. Verge, 2023) - Джим Мазепа (Jim Mazepa, 2024) - Ямил Х. Коури, мл. (Yamil H. Kouri, Jr., 2025) |